# Bothahelea gigantostyla
Bothahelea gigantostyla är en tvåvingeart som beskrevs av Eileen D. Grogan och Wirth 1983. Bothahelea gigantostyla ingår i släktet Bothahelea och familjen svidknott.
Artens utbredningsområde är Zimbabwe. Inga underarter finns listade i Catalogue of Life.